# Ворожбянська міська рада
Ворожбя́нська міська́ ра́да — орган місцевого самоврядування в Білопільському районі Сумської області. Адміністративний центр — місто Ворожба.

## Загальні відомості
- Населення ради: 7 582 особи (станом на 1 січня 2011 року)

## Населені пункти
Міській раді підпорядковані населені пункти:
- м. Ворожба

## Склад ради
Рада складається з 30 депутатів та голови.
- Голова ради: Дружченко Андрій Вікторович
- Секретар ради: Ковальов Олександр Сергійович

### Керівний склад попередніх скликань
| Прізвище, ім'я, по батькові | Основні відомості                                                                    | Дата обрання | Дата звільнення |
| --------------------------- | ------------------------------------------------------------------------------------ | ------------ | --------------- |
| Дружченко Андрій Вікторович | Міський голова, 1979 року народження, освіта вища, безпартійний                      | 26.03.2006   | 31.10.2010      |
| Дружченко Андрій Вікторович | Міський голова, 1979 року народження, освіта вища, член Комуністичної партії України | 31.10.2010   |                 |

Примітка: таблиця складена за даними сайту Верховної Ради України

### Депутати
За результатами місцевих виборів 2010 року депутатами ради стали:

#### За суб'єктами висування
| Суб'єкт висування                                       | Кількість обраних депутатів | %    |
| ------------------------------------------------------- | --------------------------- | ---- |
| Партія регіонів                                         | 8                           | 26,7 |
| Політична партія «Наша Україна»                         | 8                           | 26,7 |
| Політична партія Всеукраїнське об'єднання «Батьківщина» | 5                           | 16,7 |
| Політична партія «Сильна Україна»                       | 5                           | 16,7 |
| Комуністична партія України                             | 3                           | 10   |
| Українська Народна Партія                               | 1                           | 3,3  |

#### За округами
| № округу                                                | Прізвище, ім'я, по батькові    | Дата визнання обраним | Освіта             | Партійна приналежність                        | Відомості про обраного депутата                                            |
| ------------------------------------------------------- | ------------------------------ | --------------------- | ------------------ | --------------------------------------------- | -------------------------------------------------------------------------- |
| Комуністична партія України                             |                                |                       |                    |                                               |                                                                            |
| б/м                                                     | Кириленко Ніна Вікторівна      | 02.11.2010            | середня            | член Комуністичної партії України             | пенсіонер                                                                  |
| б/м                                                     | Камардіна Олена Анатоліївна    | 02.11.2010            | середня            | член Комуністичної партії України             | Залізничний вокзал ст. Ворожба, касир                                      |
| 14                                                      | Кальченко Юрій Володимирович   | 02.11.2010            | вища               | позапартійний                                 | ДП «Білопільський агролісгосп», лісник                                     |
| Партія регіонів                                         |                                |                       |                    |                                               |                                                                            |
| б/м                                                     | Цуканов Сергій Михайлович      | 02.11.2010            | середня спеціальна | позапартійний                                 | Станція Ворожба ПЗЗ, начальник станції                                     |
| б/м                                                     | Лісовенко Вікторія Вікторівна  | 02.11.2010            | середня спеціальна | член Партії регіонів                          | приватний підприємець                                                      |
| б/м                                                     | Василець Володимир Григорович  | 02.11.2010            | вища               | позапартійний                                 | Філія «Хлібна база» ДП «Охтирський КХП», заступник директора               |
| б/м                                                     | Гужвенко Михайло Васильович    | 02.11.2010            | середня спеціальна | позапартійний                                 | Державна служба з карантину рослин по Сумській області, інспектор          |
| 4                                                       | Зимогляд Оксана Іванівна       | 02.11.2010            | вища               | позапартійна                                  | Ворожбянська загальноосвітня школа I-III ст. № 1, ичитель                  |
| 7                                                       | Руденко Павло Іванович         | 02.11.2010            | вища               | позапартійний                                 | Сумська митниця, головний інспектор                                        |
| 9                                                       | Піддуда Ігор Борисович         | 02.11.2010            | середня спеціальна | член Партії регіонів                          | приватний підприємець                                                      |
| 15                                                      | Галицька Любов Миколаївна      | 02.11.2010            | середня спеціальна | позапартійна                                  | Климівська міська бібліотека-філія, бібліотекар                            |
| Політична партія Всеукраїнське об'єднання «Батьківщина» |                                |                       |                    |                                               |                                                                            |
| б/м                                                     | Філенко Лариса Василівна       | 02.11.2010            | вища               | член Всеукраїнського об'єднання «Батьківщина» | ДНЗ «Малятко», вихователь                                                  |
| б/м                                                     | Вєтрова Ніна Денисівна         | 02.11.2010            | вища               | член Всеукраїнського об'єднання «Батьківщина» | пенсіонер                                                                  |
| б/м                                                     | Мартиненко Олексій Борисович   | 02.11.2010            | вища               | член Всеукраїнського об'єднання «Батьківщина» | Обігове локомотивне депо ст. Ворожба, помічник машиніста                   |
| 1                                                       | Яковлєва Наталія Іванівна      | 02.11.2010            | вища               | член Всеукраїнського об'єднання «Батьківщина» | ТОВ «Ворожба», заступник головного бухгалтера                              |
| 6                                                       | Руденко Лариса Володимирівна   | 02.11.2010            | вища               | член Всеукраїнського об'єднання «Батьківщина» | Ворожбянська загальноосвітня школа № 3, заступник директора                |
| Політична партія «Наша Україна»                         |                                |                       |                    |                                               |                                                                            |
| б/м                                                     | Чернявський Роман Валентинович | 02.11.2010            | середня спеціальна | позапартійний                                 | Вагонне депо ст. Ворожба, токар                                            |
| б/м                                                     | Фесюнов Руслан Миколайович     | 02.11.2010            | середня спеціальна | позапартійний                                 | ДС Ворожба, сигналіст                                                      |
| б/м                                                     | Желясков Григорій Георгійович  | 02.11.2010            | середня спеціальна | позапартійний                                 | Ворожбянська міська рада, водій                                            |
| 2                                                       | Тихонюк Василь Іванович        | 02.11.2010            | середня спеціальна | член Політичної партії «Наша Україна»         | пенсіонер                                                                  |
| 8                                                       | Кисла Ірина Василівна          | 02.11.2010            | вища               | позапартійна                                  | ДНЗ «Малятко», вихователь                                                  |
| 10                                                      | Василець Лариса Василівна      | 02.11.2010            | середня спеціальна | позапартійна                                  | ДНЗ «Малятко», завідувачка                                                 |
| 11                                                      | Андрущенко Володимир Петрович  | 02.11.2010            | вища               | позапартійний                                 | вагонне депост. Ворожба, бригадир колісно-роликового цеха                  |
| 12                                                      | Ковальов Олександр Сергійович  | 02.11.2010            | вища               | член Політичної партії «Наша Україна»         | Ворожбянська міська рада, секретар                                         |
| Політична партія «Сильна Україна»                       |                                |                       |                    |                                               |                                                                            |
| б/м                                                     | Ковальова Лариса Борисівна     | 02.11.2010            | вища               | позапартійна                                  | Білопільська районна державна нотаріальна контора, завідувачка             |
| б/м                                                     | Дядюшка Інна Вікторівна        | 02.11.2010            | вища               | позапартійна                                  | Ворожбянська міська рада, спеціаліст 1 категорії                           |
| 3                                                       | Сидоренко Галина Василівна     | 02.11.2010            | середня спеціальна | позапартійна                                  | станція Ворожба, оператор                                                  |
| 5                                                       | Ткаченко Тетяна Володимирівна  | 02.11.2010            | середня спеціальна | позапартійна                                  | Ворожбянська міська рада, завідувачка організаційно-господарського відділу |
| 13                                                      | Кукса Юрій Якович              | 02.11.2010            | середня            | позапартійний                                 | вагонне депо Ворожба, бригадир технічного цеху                             |
| Українська Народна Партія                               |                                |                       |                    |                                               |                                                                            |
| б/м                                                     | Беліченко Ян Віталійович       | 02.11.2010            | вища               | член Української Народної Партії              | тимчасово не працює                                                        |